# Wasilij Makarow
Wasilij Jemieljanowicz Makarow (ros. Василий Емельянович Макаров; ur. 1 lutego?/14 lutego 1903 w Moskwie, zm. 1 września 1975 tamże) – oficer polityczny Armii Czerwonej, zastępca ministra bezpieczeństwa państwowego ZSRR (1950–1951), generał porucznik.
Robotnik w fabryce metalurgicznej, ukończył Moskiewski Instytut Przemysłowo-Ekonomiczny, od grudnia 1928 w WKP(b). W latach 1933–1937 pracownik Moskiewskiego Instytutu Radzieckiego Handlu Spółdzielczego, od 1938 pracownik partyjny, sekretarz komitetu WKP(b) w tym instytucie, potem kierownik wydziału rejonowego komitetu WKP(b) w Moskwie. IV-VIII 1938 I sekretarz Sowieckiego Komitetu Rejonowego WKP(b) w Moskwie, VIII 1938 – IV 1939 zastępca kierownika Wydziału Planowo-Finansowo-Handlowego KC WKP(b), IV 1939 – XII 1940 III sekretarz Komitetu Miejskiego WKP(b) w Moskwie. XII 1940 – VIII 1941 zastępca ludowego komisarza kontroli państwowej ZSRR, VIII-XI 1941 członek Rady Wojennej Frontu Briańskiego w stopniu komisarza brygadowego, XI 1941 – 24 IV 1944 szef Zarządu Politycznego Frontu Zachodniego, od 6 XII 1942 w stopniu generała majora, a od 20 IV 1944 – generała porucznika. Od 24 IV 1944 do 9 VII 1945 członek Rady Wojskowej 3 Frontu Białoruskiego, 9 VII 1945 – II 1946 członek Rady Wojskowej Baranowickiego Okręgu Wojskowego, a II-IV 1946 – Białoruskiego Okręgu Wojskowego. IV 1946 – I 1947 członek Rady Wojskowej Grupy Wojsk Radzieckich w Niemczech, następnie do VI 1948 zastępca głównodowodzącego Grupy Wojsk Radzieckich w Niemczech ds. politycznych i równocześnie zastępca kierownika radzieckiej administracji wojskowej w Niemczech ds. politycznych.
1948-1950 zastępca szefa Głównego Zarządu Politycznego Armii Radzieckiej i Floty. Równocześnie zastępca kierownika Wydziału Administracyjnego KC WKP(b), a od 13 VI do 30 XII 1950 kierownik tego wydziału. 31 XII 1950 – 26 VIII 1951 zastępca ministra bezpieczeństwa państwowego ZSRR ds. kadr, 1952–1955 zastępca naczelnika ds. politycznych Zarządu Wyższych Wojskowych Instytucji Edukacyjnych Ministerstwa Obrony ZSRR. XII 1955 – VIII 1956 zastępca naczelnika ds. politycznych Zarządu Topografii Wojskowej Sztabu Generalnego Ministerstwa Obrony ZSRR, XI 1956 – VII 1962 zastępca naczelnika ds. politycznych Wydziału Wojskowego Moskiewskiego Instytutu Finansowego. Następnie na emeryturze. Został pochowany na Cmentarzu Nowodziewiczym.

## Odznaczenia
- Order Lenina (24 czerwca 1948)
- Order Czerwonego Sztandaru (dwukrotnie – 2 stycznia 1942 i 23 września 1943)
- Order Suworowa I klasy (19 kwietnia 1945)
- Order Kutuzowa I klasy (29 lipca 1944)
- Order Czerwonego Sztandaru Pracy (13 lipca 1940)
- Order Czerwonej Gwiazdy

Medale ZSRR i 3 ordery polskie.